# فلويد وليامز
فلويد وليامز (بالإنجليزية: Floyd Williams)‏ هو رياضياتي أمريكي، ولد في 20 سبتمبر 1939.